# Samuel Vesel
Samuel Vesel (Vacz, 25. svibnja 1871. – Dubrovnik, 12. travnja 1928.), židovski teolog i sarajevski aškenaški nadrabin.

## Životopis
Samuel Vesel je potekao iz familije gdje su se židovska tradicija i znanost naročito njegovale. Završio je teološke nauke u Bratislavi, gdje je stekao diplomu rabina. Nastavio je studije u Münchenu i Bernu. Tamo je studirao filozofiju i semitske jezike kod čuvenih profesora (Jelinek, Hommel, Minor i Stein), koji su uživali svjetski glas. Doktorirao je iz oblasti filozofije. Poslije studija radio je u Hamburgu, Münchenu, Beču i Roterdamu. Bio je dobar poznavatelj talmudskih znanosti i povijesti. 
Godine 1898. imenovan je za aškenaškog rabina u Sarajevu, da bi 1902. godine bio unaprijeđen za nadrabina prilikom osvećenja nove aškenaške sinagoge u Sarajevu. U dužnosti rabina i nadrabina ostao je 30 godina (do 1928. godine). Bio je član vjerskog suda zajedno sa sefardskim rabinima, za aškenaške slučajeve. Kao priznati propovjednik bio je veoma poštovan i cijenjen. Istakao se člancima u almanahu rabina Jugoslavije, u židovskoj štampi Sarajeva, Beograda i Zagreba. Njegovi članci bili su pretežno filozofsko-moralne sadržine.
Aktivno je učestvovao u društvenom radu. Osnivač je raznih društava koja su djelovala u Aškenaskoj općini, osnovao je društvo Ahdus, karikativno društvo. Bio je počasni član Hevre Kadiše, član Upravnog odbora rabina Jugoslavije, član upravnog odbora Saveza židovskih općina Jugoslavije. Posvetio je hramove u Zenici i Višegradu. 

## Vanjske poveznice
- Sarajevski rabini  Arhivirana inačica izvorne stranice od 14. prosinca 2019. (Wayback Machine) na jews.ba